# 90210 (2.ª temporada)
A segunda temporada de 90210, uma série de televisão americana, estreou nos EUA em 8 de setembro de 2009 e terminou em 18 de maio de 2010. A temporada começa no final do verão após os eventos da dramática festa de formatura da última temporada. Rob Estes, Grimes Shenae, Tristan Wilds, AnnaLynne McCord, Ryan Eggold, Jessica Stroup, Michael Steger, Jessica Lowndes e Lori Loughlin retornam como regulares da primeira temporada, enquanto Dustin Milligan foi liberado de seu contrato por "razões criativas".
A nova produtora executiva Rebecca Sinclair disse que sentiu que o programa precisava de uma "revisão completa". Ela contratou novos redatores e construiu novos sets. Ela também foi citada dizendo: "Se Gossip Girl é sobre juventude em Nova York, eu quero [fazer 90210"] sobre jovens em Los Angeles e Beverly Hills". Sinclair também revelou que ela queria confiar menos no elenco do original de Beverly Hills, 90210, embora Jennie Garth e Ann Gillespie voltou por um tempo limitado.
O primeiro episódio foi visto por 2,56 milhões de espectadores, o episódio mais visto desde janeiro de 2009.

## Elenco
| - Rob Estes como Harry Wilson (20 episódios) - Shenae Grimes como Annie Wilson (22 episódios) - Tristan Wilds como Dixon Wilson (22 episódios) - AnnaLynne McCord como Naomi Clark (22 episódios) - Ryan Eggold como Ryan Matthews (16 episódios) - Jessica Stroup como Erin Silver (22 episódios) - Michael Steger como Navid Shirazi (19 episódios) - Jessica Lowndes como Adrianna Tate-Duncan (22 episódios) - Matt Lanter como Liam Court (22 episódios) - Lori Loughlin como Debbie Wilson (21 episódios) | - Trevor Donovan como Teddy Montgomery (21 episódios) - Zachary Ray Sherman como Jasper Herman (17 episódios) - Gillian Zinser como Ivy Sullivan (14 episódios) - Sara Foster como Jennifer "Jen" Clark (10 episódios) - Rumer Willis como Gia Mannetti (10 episódios) - Blake Hood como Mark Driscoll (8 episódios) - Kelly Lynch como Laurel Cooper (6 episódios) - Mekia Cox como Sasha (6 episódios) - John Schneider como Jeffrey Sarkossian (5 episódios) - Hal Ozsan como Miles Cannon (5 episódios) - Diego Boneta como Javier Luna (3 episódios) | - Jennie Garth como Kelly Taylor (5 episódios) - Ann Gillespie como Jackie Taylor (4 episódios) |

## Episódios
| № na série | № na temporada | Título                              | Dirigido por      | Escrito por                            | Audiência (em milhões) | Exibição Original      |
| --- | -------------- | ----------------------------------- | ----------------- | -------------------------------------- | ---------------------- | ---------------------- |
| 25 | 1              | "To New Beginnings!"                | Stuart Gillard    | Rebecca Sinclair                       | 2.56                   | 8 de Setembro de 2009  |
| O grupo de amigos da West Beverly foram obrigados a frequentar a escola no verão depois que Annie chamou a polícia e lhes contou sobre a festa pós-baile de Naomi. Naomi, Silver e Adrianna formaram um grande laço de amizade durante o verão, quando Annie se isolou de seus amigos e familiares, preocupada com o seu acidente, onde atropelou e logo depois fugiu, tudo isso na noite do baile. No restante do verão, todo mundo vai ao Beverly Hills Beach Club, onde Naomi e Silver conhecem Teddy, um jogador profissional de tênis e filho de uma famosa estrela de cinema. Adrianna fica surpresa ao ver seu namorado de infância e Navid organiza uma noite romântica com Adrianna, com esperanças de finalmente perder sua virgindade. Dixon e Silver tentam fazer o relacionamento dar certo, mas uma mensagem de texto pode forçar Dixon a terminar as coisas de uma vez por todas. |                |                                     |                   |                                        |                        |                        |
| 26 | 2              | "To Sext or Not to Sext"            | Tony Wharmby      | Jennie Snyder Urman                    | 2.31                   | 15 de Setembro de 2009 |
| Naomi ainda está furiosa com Annie por causa da noite do baile e envia uma mensagem de texto com fotos explícitas e intimas de Annie como vingança. Silver está convencida de que ela e Dixon podem reatar o relacionamento terminado, mas Naomi e Adrianna tentam convencê-la a dar a si mesma tempo para pensar. Liam tenta se desculpar com Naomi pelo que aconteceu na noite do baile e nega ter dormido com Annie, mas se recusa a revelar com quem ele estava. Enquanto isso, Liam e Dixon se juntam à equipe de surf, em um esforço para o padrasto de Liam a não mandá-lo para a escola militar. Adrianna ajuda Navid, agora a cargo de The News Blaze, a marcar uma entrevista com Teddy, mas ela fica chocada com o jeito com que Navid entrevista Teddy. Ryan prossegue com Jen, que continua a mostrar-se uma mulher difícil. |                |                                     |                   |                                        |                        |                        |
| 27 | 3              | "Sit Down, You're Rocking the Boat" | Janice Cooke      | Mark Driscoll                          | 2.00                   | 22 de Setembro de 2009 |
| Annie é humilhada por toda a escola que recebeu uma foto íntima sua e está em uma missão para revelar Naomi como a remetente da foto reveladora. Harry e Debbie tentam discutir a situação de Annie, mas a conversa só provoca mais tensão, levando Harry a se abrir para Kelly sobre os problemas de sua família. Dixon encontra sua garota dos sonhos, Sasha e imediatamente faíscas começam a voar, mas ele não revela sua verdadeira idade. Silver continua tentando esquecer Dixon, enquanto Adrianna e Navid lidam com a presença de Teddy em suas vidas. Liam, farto das mentiras entre Naomi e Annie, retira-se para a sua garagem para trabalhar em um projeto misterioso. A turma se junta a Teddy no iate de seu pai para uma tarde de drama em pleno oceano. |                |                                     |                   |                                        |                        |                        |
| 28 | 4              | "The Porn King"                     | James L. Conway   | Maria Maggenti & Jordan Budde          | 2.21                   | 29 de Setembro de 2009 |
| Dixon e Sasha continuam seu romance dirigindo em direção a Napa para o fim de semana, mas na viagem de regresso um pneu furado leva a porta-malas cheio de pornô e um monte de mentiras. A atitude confiante de Annie desaparece rapidamente quando percebe que Jasper, o sobrinho do homem que atropelou na noite do baile, é um estudante do colégio West Beverly. Navid continua a dirigir o The Blaze News e atribui a Silver e Gia a tarefa de entrevistar Jasper para saberem mais sobre o seu tio. As coisas começam a esquentar quando Adrianna "confia" em Teddy, resultando em Adrianna e Navid, finalmente, passando a noite juntos. Liam finalmente encontra uma maneira de se vingar de Jen e revela a verdade para Naomi sobre a noite que passaram juntos no baile. |                |                                     |                   |                                        |                        |                        |
| 29 | 5              | "Environmental Hazards"             | Jamie Babbit      | Padma L. Atluri & Jennie Snyder Urman  | 2.09                   | 6 de Outubro de 2009   |
| Naomi descobre que suas notas em cada teste não são altas o suficiente para ela ser aceita na UC. Devastada, Naomi elabora um plano para poder entrar na UC em que Richard - o filho da reitora do escritório de aceitações - está submetido a participar, mas logo percebe que ela preferiria estar estudando com Jamie, um estudante da UC. A namorada de Dixon, Sasha, suspeita sobre a idade dele e faz um pequeno trabalho de detetive para descobrir a verdade, deixando Dixon devastado. Navid e Adrianna fazem um encontro duplo com Teddy, mas os sentimentos crescentes de Adrianna por Teddy fazem a situação ficar embaraçosa. Silver acompanha Adrianna para uma reunião de AA e, surpreendentemente, esbarra em sua mãe, Jackie, que diz a Silver que ela gostaria de restabelecer as suas relações. Silver, irritada rejeita a mãe, mas seu mundo vira de cabeça para baixo quando Adrianna revela uma notícia chocante sobre Jackie. |                |                                     |                   |                                        |                        |                        |
| 30 | 6              | "Wild Alaskan Salmon"               | Liz Friedlander   | Mark Driscoll                          | 2.25                   | 13 de Outubro de 2009  |
| Kelly e Silver lidam com a chocante notícia de que sua mãe, Jackie, está morrendo de câncer de mama. Kelly não quer ser sugada de volta para o seu mal relacionamento com sua mãe, mas Silver se sente diferente. O mundo de Navid é virado de cabeça para baixo quando Adrianna revela que ela precisa de tempo sozinho, mas foca sua atenção em Teddy. Jen continua a manipular Naomi e consegue convencer Naomi a emprestar-lhe uma grande quantidade de dinheiro. Jasper resgata Annie de um encontro ruim e forja entre os dois um vínculo que vai ser difícil de quebrar. Harry acompanha Ryan a um bar para "um tempo de cara" e tenta dar uma de parceiro ao chegar lá |                |                                     |                   |                                        |                        |                        |
| 31 | 7              | "Unmasked"                          | J. Miller Tobin   | Jennie Snyder Urman                    | 2.25                   | 20 de Outubro de 2009  |
| É Halloween no Beverly Hills Beach Club e Adrianna se veste de Marilyn Monroe para ajudá-la a lidar com o fim de seu relacionamento com Navid. Silver e Kelly continuam a ter opiniões divergentes sobre como cuidar de Jackie. Silver fica sobrecarregada com o trabalho da escola e os cuidados com sua mãe, mas logo descobre que ela e Teddy têm mais em comum do que um projeto de classe. Naomi continua seu relacionamento com Richard, mas quando ela e Jamie compartilham uma conversa íntima, seus planos para trocar ideias com a reitora da UC chega a um ponto insuportável. Dixon percebe que ele e Sasha estão em dois lugares diferentes em sua vida e decide terminar seu relacionamento, mas ela acaba por entregar a notícia que mudará sua vida. A tensão aumenta entre Debbie e Harry, quando ela entra no escritório de Harry e vê Kelly lá. A relação de Annie e Jasper é colocada à prova quando ele tenta convencê-la a roubar um carro enquanto grava uma cena de seu filme amador. Liam "quebra a cabeça" com a mais nova membro da equipe de surf, Ivy.                                                                                   |                |                                     |                   |                                        |                        |                        |
| 32 | 8              | "Women's Intuition"                 | Stuart Gillard    | Rebecca Sinclair                       | 1.92                   | 3 de Novembro de 2009  |
| Navid e Gia iniciam uma investigação sobre o uso de droga dos alunos no West Beverly para o The Blaze News, que os leva para até o namorado de Annie, Jasper, deixando Annie indecisa sobre em quem acreditar. Novamente solteiro por causa do fim de relacionamento com Adrianna, Navid recebe conselhos de namoro com Samantha Ronson, enquanto sai com Liam, Teddy e Ivy pela Edison. Preocupada sobre Adrianna ter uma recaída, Naomi e Silver procuram a ajuda de Navid. Dixon revela a sua situação com Sasha para Debbie e Harry e Debbie começa a investigar. Jen e Ryan reúnem-se com Pharrell para assistir a uma performance de N.E.R.D. |                |                                     |                   |                                        |                        |                        |
| 33 | 9              | "A Trip to the Moon"                | Rick Rosenthal    | Paul Sciarotta & Jennie Snyder Urman   | 2.06                   | 10 de Novembro de 2009 |
| Com a ajuda de Teddy, Jackie surpreende Silver com uma festa de meio-aniversário que a leva de volta à sua infância e seus antigos aniversários. Navid testemunha Adrianna comprando drogas de Jasper, forçando Navid a enfrentá-lo e acusá-lo de ser um traficante de drogas. Dixon está decidido a confrontar Sasha sobre seu aborto, forçando Debbie e Harry a revelar que Sasha mentiu sobre estar grávida. Annie e Jasper professam seu amor um para o outro e decidem levar o seu relacionamento ao próximo nível. Após entrar em uma briga na praia, Liam, com a ajuda de Dixon, Teddy e Ivy, elabora um plano de vingar-se de Jen. |                |                                     |                   |                                        |                        |                        |
| 34 | 10             | "To Thine Own Self Be True"         | Mike Listo        | Ben Dougan                             | 2.10                   | 17 de Novembro de 2009 |
| Embora ela esteja em conflito sobre poder ou não perdoar a mãe por toda a dor que ela causou, Kelly continua a apoiar Silver nos cuidados com a saúde de Jackie em declínio. Navid confronta Adrianna sobre seu uso de drogas. Harry e Debbie são surpreendidos quando Annie informa-lhes que ela gostaria de convidar Jasper para jantar. Dixon, ainda chateado com Debbie sobre seu manejo da situação com Sasha, se recusa a se juntar a eles. Dixon, Ivy e Navid forjam um plano para Liam dizer a verdade a Naomi sobre Jen. A relação de Ryan e Jen é levada para um nível totalmente novo, quando ele a convence a ir em uma viagem de fim de semana em um camping. Naomi e Jamie assistem a um filme quando a sessão é interrompida por Richard e sua mãe, forçando Naomi a falar a verdade sobre seus planos de ser aceita em UC. |                |                                     |                   |                                        |                        |                        |
| 35 | 11             | "And Away They Go!"                 | Harry Sinclair    | Rebecca Sinclair & Natalie Krinsky     | 2.15                   | 1 de Dezembro de 2009  |
| Navid acorda no hospital, mas não se lembra quem o empurrou escada abaixo. Adrianna visita Navid e após conversar com ele, toma uma decisão de mudança de vida sobre seu vício em comprimidos. O vínculo de Silver e Teddy por terem perdido ambas as mães fica extremamente forte. Liam, Dixon e Ivy sabem que Naomi e Jen estarão nas corridas de cavalos e elaboram um plano para finalmente revelar a verdade a Naomi sobre a irmã do mal que esta possui. Annie e Jasper fogem, embora Harry e Debbie tenham deixado-na de castigo. |                |                                     |                   |                                        |                        |                        |
| 36 | 12             | "Winter Wonderland"                 | David Warren      | Jennie Snyder Urman                    | 1.91                   | 8 de Dezembro de 2009  |
| Navid está convencido que Jasper empurrou-o escada abaixo e pede ajuda para Adrianna na busca de informações. Annie é confrontada por seus amigos sobre Jasper lidar com drogas, mas quando ela o confronta sobre a notícia, ele revela suas suspeitas sobre seu envolvimento no atropelamento. Naomi e Silver decidem passar férias de Natal em St. Barts, mas primeiro fazem uma aparição no Beach Club para o baile de inverno. Teddy revela seus sentimentos por Silver, fazendo com que Dixon fique ciumento, enquanto Naomi e Liam tentam se perdoam pelo que ocorreu com Jen. Debbie tenta passar algum tempo com Dixon levando-o para o mini golf. |                |                                     |                   |                                        |                        |                        |
| 37 | 13             | "Rats and Heroes"                   | Stuart Gillard    | Mark Driscoll & Padma L. Atluri        | 1.70                   | 9 de Março de 2010     |
| Naomi retorna de suas férias em St. Bart's animada para passar o tempo com Liam, o que leva os dois a se envolverem sentimentalmente e sexualmente no barco recém-construído de Liam. Adrianna e Gia criam uma ligação durante uma reunião do AA e estabelecem um sistema de apoio para ambas, o que leva a um beijo entre as duas no Beach Club. Navid e Dixon bolam um plano para eliminar Jasper da vida de Annie, mas não antecipam o resultado de uma busca de drogas na escola. Dixon tenta reacender seu relacionamento com Silver, enquanto oculta de Silver seus verdadeiros sentimentos por Teddy. Harry e Debbie veem Kelly enquanto participavam de festa em função da escola e Debbie confronta Kelly sobre ter uma queda por Harry. |                |                                     |                   |                                        |                        |                        |
| 38 | 14             | "Girl Fight!"                       | Fred Gerber       | Rebecca Sinclair & Jennie Snyder Urman | 1.84                   | 16 de Março de 2010    |
| Naomi pede a ajuda de Ivy para reduzir o clima estranho com Liam e os três decidem ir em uma caminhada, algo que Naomi nunca fez. Naomi descobre os motivos anteriores de Ivy e confronta-a empurrando seu rosto na areia. Naomi, Silver e Adrianna decidem ir às compras no Palisades e esbarram em Annie e Jasper. Jasper chantageia Annie com uma prova fotográfica do seu atrpelamento-e-fuga, mas ela lhe dá um ultimato a Jasper que facilmente o confunde. A amizade entre Adrianna e Gia continua a se desenvolver quando as duas falam a verdade sobre o que sentem uma para a outra. Silver e Teddy brincam com a ideia de tentar fazer um relacionamento dar certo. Ryan conhece a mulhe de espírito livre, Laurel, em um bar, mas logo eles vão para o seu carro para que eles possam se conhecer ainda melhor. Uma visita surpresa aparece na porta dos Wilsons. |                |                                     |                   |                                        |                        |                        |
| 39 | 15             | "What's Past Is Prologue"           | Norman Buckley    | Daniel Arkin                           | 1.51                   | 23 de Março de 2010    |
| Gia incentiva Adrianna a fazer um teste para uma nova banda e admite que tem uma queda por Adrianna. A mãe biológica de Dixon, Dana aparece para uma visita surpresa e tenta desenvolver um relacionamento com seu filho. Silver e Teddy vão ao seu primeiro encontro oficial, mas Silver acha difícil lidar com o passado de playboy de Teddy e pede a Naomi ajuda para descobrir seus verdadeiros sentimentos por ele. Navid retorna da sua suspensão e descobre que Naomi deu início a fofocas usando o The Blaze News, fofocas essas que ele terminantemente se opôs a acreditar. Navid decide voltar para "a vida de namoro" pedindo um encontro a Lila, sendo ela a primeira desde o rompimento do namoro com Adrianna. Annie percebe que Jasper começou a segui-la em torno da cidade. Debbie fala para Kai, seu instrutor de ioga, sobre a chegada da mãe biológica de Dixon. |                |                                     |                   |                                        |                        |                        |
| 40 | 16             | "Clark Raving Mad"                  | Stuart Gillard    | Tod Himmel                             | 1.48                   | 30 de Março de 2010    |
| Naomi imediatamente arranja briga com o novo conselheiro do The Blaze News, o Sr. Cannon, e é repreendida na frente de seus colegas. Depois de não conseguir convencer Navid a seguir sua opinião, Naomi decide contar uma pequena mentira que logo se transforma numa grande bola de neve que fica fora de controle. Adrianna agora é o vocalista da Glorious Steinems e conta a Silver e Naomi seus recém descobertos em relação a Gia, e as duas saem em seu primeiro encontro oficial. Teddy decide testar Silver, tentando fazê-la ficar com ciúmes. Dixon e sua mãe biológica Dana continuam tentando estabelecer uma ligação. Liam pega seu padrasto com outra mulher e confronta e bate nele. Debbie e seu instrutor, Kai saem para tomar chá e conversar depois do yoga, mas Kai ultrapassa os limites. |                |                                     |                   |                                        |                        |                        |
| 41 | 17             | "Sweaty Palms and Weak Knees"       | Krishna Rao       | Ben Dougan                             | 1.33                   | 6 de Abril de 2010     |
| Annie lida com o resultado da decisão de Jasper, que salta do letreiro de Hollywood e começa a encontrar alguma paz com sua situação. Silver e Teddy decidem fazer um encontro duplo com Liam e Naomi, e isso faz com que Dixon e Ivy se sintam abandonados. Logo, os dois decidem forjar um namoro. Adrianna e sua banda se apresentam pela primeira vez no Beach Club e, com sua nova confiança, Adrianna decide assumir seu relacionamento com Gia publicamente. Liam incentiva Naomi a apresentar seu caso de assédio sexual, que faz com que ela continue com sua mentira. |                |                                     |                   |                                        |                        |                        |
| 42 | 18             | "Another, Another Chance"           | Millicent Shelton | Scott Weinger                          | 1.45                   | 13 de Abril de 2010    |
| A mentirinha de Naomi começou a espalhar-se pela escola, e ela é forçada a testemunhar perante a diretoria da escola. Annie finalmente é capaz de colocar o seu relacionamento com Jasper no passado, mas quando ela e Silver saem para dirigir ela inadvertidamente passa por onde ocorreu o atrpelamento-e-fuga, a culpa vem correndo de volta para assombrá-la. O falso namoro de Ivy e Dixon continua, mas faz com que ambos tomem decisões que nenhum dos dois tinham previsto. Adrianna e Navid partilham uma conversa amigável que não parece muito boa aos olhos de seus namoradas, Gia e Lila. Uma discussão entre Gia e Adrianna resulta em uma briga e Gia e sua ex-namorada "ficam" novamente. Liam recebe uma visita surpresa de seu pai, Finn, recém-libertado da prisão. Embora Ivy tenha alertado Ryan que sua mãe é problema, ele continua a namorar Laurel. |                |                                     |                   |                                        |                        |                        |
| 43 | 19             | "Multiple Choices"                  | Liz Friedlander   | Paul Sciarrotta                        | 1.54                   | 27 de Abril de 2010    |
| Como resultado de ter falsamente acusado o orientador de assédio sexual, Naomi é agora obrigada a cumprir serviços comunitários e pede publicamente desculpas a seus colegas para pelos problemas que ela causou. A turma está se preparando para o SAT, quando Silver não concorda com a decisão de Teddy de pular a faculdade e somente se concentrar em sua carreira no tênis e as coisas começam a se complicar ainda mais quando ela conhece seu pai que é uma estrela de cinema, Spence. Liam e seu pai, Finn, tentam reconstruir seu relacionamento. Navid e Dixon, comanda um jogo de poker underground na escola onde Mark e Dixon apostam um monte de dinheiro. Debbie revela a Harry que beijou outro homem, o que obriga os dois, finalmente, a discutir seus problemas recentes. Annie escuta a conversa dos pais e Liam é a pessoa em que ela se apóia. Apenas quando Naomi acha que sua vida está de volta nos trilhos, sua irmã Jen retorna a Beverly Hills. |                |                                     |                   |                                        |                        |                        |
| 44 | 20             | "Meet the Parent"                   | Stuart Gillard    | Jessica Chaffin                        | 1.43                   | 4 de Maio de 2010      |
| Naomi e Jen estão de volta causando estragos na vida dos outros e só quando Naomi acha que tem as rédias de sua vida, Jen esbofeteia-a de volta à realidade. Teddy convida uma Silver nervosa para conhecer seu pai, Spence, pela segunda vez e a reunião não acontece como planejada. Adrianna esforça-se para escrever uma nova canção para Laurel e acha em Navid apoio, forçando Navid a perceber que ainda tem sentimentos por ela. Adrianna grava um dueto com Javier Luna, um famoso cantor pop jovem, que rapidamente a ganha com o seu charme. Annie confronta Harry e Debbie sobre seus recentes problemas conjugais, resultando em uma conversa em família sobre o seu futuro. |                |                                     |                   |                                        |                        |                        |
| 45 | 21             | "Javianna"                          | James L. Conway   | Jennie Snyder Urman                    | 1.45                   | 11 de Maio de 2010     |
| O novo romance de Adrianna com o pop star, Javier, continua a florescer, enquanto Navid continua a trabalhar até ter coragem suficiente para lhe dizer como ele se sente. Jen assumiu o controle das finanças de Naomi e a coloca em um orçamento apertado, resultando em um colapso imediato de Naomi. Sem seus cartões de crédito, Naomi está distraído demais para perceber Liam que precisam de apoio para lidar com a partida de seu pai, então acha em Annie o conforto. Apesar da sugestão de Spence, Teddy se recusa a acabar seu relacionamento com Silver, e os dois decidem passar a noite juntos. Ivy convida Dixon para passar o verão na Austrália com ela e Laurel, mas a ideia não lhe cai bem para os seus pais. Os problemas de Harry e Debbie aumentam quando ela descobre que Harry tem escondido os problemas de jogo de Dixon. Enquanto isso, Jasper retorna para resolver as coisas com Annie. |                |                                     |                   |                                        |                        |                        |
| 46 | 22             | "Confessions"                       | Rebecca Sinclair  | Rebecca Sinclair                       | 1.61                   | 18 de Maio de 2010     |
| Annie e Liam testam as águas com seu novo barco, onde eles compartilham seus segredos mais sombrios. Mal sabem eles que alguém está por perto e decide partilhar uma chama explosiva de gasolina com o barco de Liam. Liam finalmente diz a Naomi que a relação deles não está funcionando, deixando-a mais sozinha do que nunca. Depois de um longo baile, Naomi pede ajuda a alguém, mas ele acaba se servindo dela. À Adrianna é oferecida uma oportunidade única na vida, mas ela está dividida sobre o rumo a tomar após Navid confessar seus verdadeiros sentimentos por ela. Teddy descobre que Spence tentou subornar Silver e toma para si a vingança, que será conflituosa. À Ryan é fornecido algumas novidades alucinantes sobre seu passado com Jen, quando um misterioso pacote chega à sua porta, fazendo com que ele tenha que escolhe entre caminho desastrosos. Os planos de ir para a Austrália para as férias de verão de Dixon e Ivy chega a uma encruzilhada quando ele confessa ter beijado Silver. Harry e Debbie enfrentam um grande obstáculo no seu casamento quando ela descobre a verdade que ele tem escondido a fim de proteger Dixon. |                |                                     |                   |                                        |                        |                        |

## Recepção
A segunda temporada estreou para 2,44 milhões de telespectadores e uma classificação de 1,2 para adultos entre 18 e 49 anos. 90210 foi número 1 no aumento percentual para a demonstração de 18-49 entre 22 de março e 28 de março, aumentando de uma classificação de 0.7 Live + mesmo dia para uma classificação de 1,1. As classificações de DVR para o progama às vezes dobram seus índices de transmissão. A segunda temporada atualmente tem uma pontuação média de 7,4 de 10 em Metacritic, indicando avaliações "geralmente favoráveis". Esta é uma pontuação média maior que a primeira temporada.

## Lançamento em DVD
O lançamento em DVD da segunda temporada foi lançado após a temporada ter terminado de ser transmitida pela televisão. Foi lançado nas Regiões 1, 2 e 4. Assim como em todos os episódios da temporada, o lançamento em DVD traz material bônus, como cenas deletadas, gag reels e características dos bastidores.
| 90210: A Segunda Temporada | | | |
| Detalhes | Detalhes | Detalhes | Extras |
| - 22 episódios - 870 minutos (Região 1); 869 minutos (Região 2); 869 minutos (Região 4) - Conjunto de 6 discos - Proporção 2.35:1 - Idiomas: - Inglês (Dolby Digital 2.0 Surround) - Legendas: - Inglês, Dinamarquês, Holandês, Finlandês, Norueguês e Espanhol (Região 1) - Inglês, Árabe, Holandês, Norueguês, Sueco, Inglês para deficientes auditivos (Regiões 2 e 4) | - 22 episódios - 870 minutos (Região 1); 869 minutos (Região 2); 869 minutos (Região 4) - Conjunto de 6 discos - Proporção 2.35:1 - Idiomas: - Inglês (Dolby Digital 2.0 Surround) - Legendas: - Inglês, Dinamarquês, Holandês, Finlandês, Norueguês e Espanhol (Região 1) - Inglês, Árabe, Holandês, Norueguês, Sueco, Inglês para deficientes auditivos (Regiões 2 e 4) | - 22 episódios - 870 minutos (Região 1); 869 minutos (Região 2); 869 minutos (Região 4) - Conjunto de 6 discos - Proporção 2.35:1 - Idiomas: - Inglês (Dolby Digital 2.0 Surround) - Legendas: - Inglês, Dinamarquês, Holandês, Finlandês, Norueguês e Espanhol (Região 1) - Inglês, Árabe, Holandês, Norueguês, Sueco, Inglês para deficientes auditivos (Regiões 2 e 4) | - Comentários de áudio: - "Novos rostos, mesmo drama" - Das montanhas para a praia: O olhar de 90210 - "Beverly Hills Surf Crew" - "Bem-vindo ao clube de praia" - "Adrianna e Navid" - "Olhando para trás: 90210, 2 Temporada em revisão" |
| Datas de lançamento | | | - Comentários de áudio: - "Novos rostos, mesmo drama" - Das montanhas para a praia: O olhar de 90210 - "Beverly Hills Surf Crew" - "Bem-vindo ao clube de praia" - "Adrianna e Navid" - "Olhando para trás: 90210, 2 Temporada em revisão" |
| Estados Unidos | Reino Unido | Austrália | - Comentários de áudio: - "Novos rostos, mesmo drama" - Das montanhas para a praia: O olhar de 90210 - "Beverly Hills Surf Crew" - "Bem-vindo ao clube de praia" - "Adrianna e Navid" - "Olhando para trás: 90210, 2 Temporada em revisão" |
| 24 de agosto de 2010 | 6 de setembro de 2010 | 21 de julho de 2011 | - Comentários de áudio: - "Novos rostos, mesmo drama" - Das montanhas para a praia: O olhar de 90210 - "Beverly Hills Surf Crew" - "Bem-vindo ao clube de praia" - "Adrianna e Navid" - "Olhando para trás: 90210, 2 Temporada em revisão" |